# Ida Sansone
Ida Antonietta Maria Sansone (Genova, 13 febbraio 1959) è una doppiatrice e direttrice del doppiaggio italiana.
Diplomata all'Accademia d'arte drammatica "Silvio D'Amico", ha frequentato un corso di sceneggiatura Rai e ha successivamente lavorato in Rai per molti anni.

## Doppiaggio

### Film cinema
- Olivia Colman ne La favorita, The Father - Nulla è come sembra, La figlia oscura, Secret Love, The Bear, Cattiverie a domicilio
- Imelda Staunton in Harry Potter e l'Ordine della Fenice, Harry Potter e i Doni della Morte - Parte 1
- Valeria Golino in Hot Shots!, Hot Shots! 2
- Laura San Giacomo in Pretty Woman
- Daryl Hannah in Fiori d'acciaio
- Gail Boggs in La tenera canaglia
- Loretta Devine in Mi chiamo Sam
- Cate Blanchett in Hanna
- Debi Mazar in Beethoven 2
- Mónica Cervera in Crimen perfecto - Finché morte non li separi
- Twink Caplan in Senti chi parla
- Rosie Perez in I ragazzi della mia vita
- L. Scott Caldwell in Il fuggitivo
- Lara Flynn Boyle in Maledetta ambizione
- Michelle Johnson in La morte ti fa bella
- CCH Pounder in RoboCop 3
- Pamala Tyson in Seven
- Bebe Neuwirth in Bugsy
- Megan Cavanagh in Dracula morto e contento
- Annette Bening in Cartoline dall'inferno
- Regina King in Jerry Maguire
- Niecy Nash in G-Force - Superspie in missione
- Shaheen Khan in Sognando Beckham
- Misty Upham in I segreti di Osage County
- Stephanie Williams in Ritorno al futuro - Parte II

### Film d'animazione
- Carlotta in La sirenetta e La sirenetta II - Ritorno agli abissi
- Mamma Toposkovich in Fievel conquista il West
- Piperita in Eddy e la banda del sole luminoso
- Fatina in Cenerentola e gli 007 nani

### Telenovelas
- Tereza Teller in Figli miei, vita mia

### Serie animate
- Vipera ne Le avventure del bosco piccolo
- Woomera ne L'isola di Noè
- Aya Yukishiro in Pretty Cure Max Heart